# Ongirrat
Gli Hongirat o Ongirrat (cinese: 弘吉剌; mongolo: Хонгирад; kazako: Қоңырат) furono un gruppo tribale centrasiatico-altaico, una delle maggiori sottodivisioni dei mongoli. La stessa moglie di Gengis Khan, Borte Ujin ne era un membro, e per questo fu tenuta in alta considerazione all'interno dell'Impero mongolo. Le mogli di tutti i sovrani della dinastia Yuan erano ugualmente di questo gruppo.
Variazioni con le quali era conosciuta la tribù erano Wangjila (王紀剌), Yongjilie (雍吉烈), e Guangjila (廣吉剌).
Il luogo natio originale degli antichi pastori nomadi Hongirat era presso il lago Hulun (Mongolia Interna). I discendenti degli Hongirat sono una tribù dello Juz centrale, nella nazione kazaka.